# La Pyle
La Pyle és un municipi francès situat al departament de l'Eure i a la regió de Normandia. L'any 2007 tenia 161 habitants.

## Demografia

### Població
El 2007 la població de fet de La Pyle era de 161 persones. Hi havia 56 famílies de les quals 12 eren unipersonals (4 homes vivint sols i 8 dones vivint soles), 16 parelles sense fills i 28 parelles amb fills.
La població ha evolucionat segons el següent gràfic:
Habitants censats

### Habitatges
El 2007 hi havia 61 habitatges, 57 eren l'habitatge principal de la família, 3 eren segones residències i 1 estava desocupat. Tots els 61 habitatges eren cases. Dels 57 habitatges principals, 46 estaven ocupats pels seus propietaris i 11 estaven llogats i ocupats pels llogaters; 3 tenien dues cambres, 2 en tenien tres, 10 en tenien quatre i 42 en tenien cinc o més. 55 habitatges disposaven pel capbaix d'una plaça de pàrquing. A 19 habitatges hi havia un automòbil i a 36 n'hi havia dos o més.

### Piràmide de població
La piràmide de població per edats i sexe el 2009 era:
| Homes | Edats   | Dones |
| ----- | ------- | ----- |
| 0     | 95 o +  | 0     |
| 0     | 90 a 94 | 0     |
| 0     | 85 a 89 | 0     |
| 0     | 80 a 84 | 0     |
| 4     | 75 a 79 | 12    |
| 0     | 70 a 74 | 0     |
| 0     | 65 a 69 | 0     |
| 4     | 60 a 64 | 0     |
| 0     | 55 a 59 | 0     |
| 8     | 50 a 54 | 4     |
| 8     | 45 a 49 | 8     |
| 8     | 40 a 44 | 4     |
| 0     | 35 a 39 | 0     |
| 0     | 30 a 34 | 8     |
| 4     | 25 a 29 | 4     |
| 4     | 20 a 24 | 0     |
| 8     | 15 a 19 | 4     |
| 4     | 10 a 14 | 0     |
| 12    | 5 a 9   | 0     |
| 0     | 0 a 4   | 8     |

## Economia
El 2007 la població en edat de treballar era de 104 persones, 86 eren actives i 18 eren inactives. De les 86 persones actives 79 estaven ocupades (46 homes i 33 dones) i 7 estaven aturades (3 homes i 4 dones). De les 18 persones inactives 6 estaven jubilades, 5 estaven estudiant i 7 estaven classificades com a «altres inactius».

### Ingressos
El 2009 a La Pyle hi havia 55 unitats fiscals que integraven 155,5 persones, la mediana anual d'ingressos fiscals per persona era de 19.357 €.

### Activitats econòmiques
Dels 5 establiments que hi havia el 2007, 1 era d'una empresa de fabricació d'altres productes industrials, 3 d'empreses de comerç i reparació d'automòbils i 1 d'una empresa de serveis.
L'any 2000 a La Pyle hi havia 6 explotacions agrícoles que ocupaven un total de 468 hectàrees.

## Poblacions més properes
El següent diagrama mostra les poblacions més properes.